# Bisdom Santa Ana
Het bisdom Santa Ana (Latijn: Dioecesis Sanctae Annae) is een rooms-katholiek bisdom met als zetel Santa Ana, in El Salvador. Het bisdom is suffragaan aan het aartsbisdom San Salvador. 

## Geschiedenis
Het bisdom werd opgericht op 11 februari 1913, uit delen van het aartsbisdom San Salvador. Op 31 mei 1986 verloor het gebied bij de oprichting van het bisdom Sonsonate.

## Parochies
Het bisdom had in 2022 een oppervlakte van 3.263 km2 en telde 1.144.912 inwoners waarvan 65,3% rooms-katholiek was.

## Bisschoppen
- Roque Orellana  (1 augustus 1913; niet in bezit genomen)
- Santiago Ricardo Vilanova y Meléndez (15 januari 1915 - 11 augustus 1952)
- Benjamin Barrera y Reyes (1 maart 1954 - 25 februari 1981; hulpbisschop sinds 25 september 1942)
  - Lorenzo Michele Joseph Graziano (hulpbisschop: 11 augustus 1961 - 24 augustus 1965)
- Marco René Revelo Contreras (25 februari 1981 - 19 oktober 1998; hulpbisschop: 14 juli 1973 - januari 1978)
  - Fernando Sáenz Lacalle (hulpbisschop: 22 december 1984 - 22 april 1995)
- Romeo Tovar Astorga (12 mei 1999 - 9 februari 2016)
  - Luis Morao Andreazza (hulpbisschop: 12 november 2003 - 21 april 2007)
  - José Elías Rauda Gutiérrez (hulpbisschop: 25 januari 2008 - 12 december 2009)
- Miguel Ángel Morán Aquino (9 februari 2016 - heden)

## Galerij van afbeeldingen

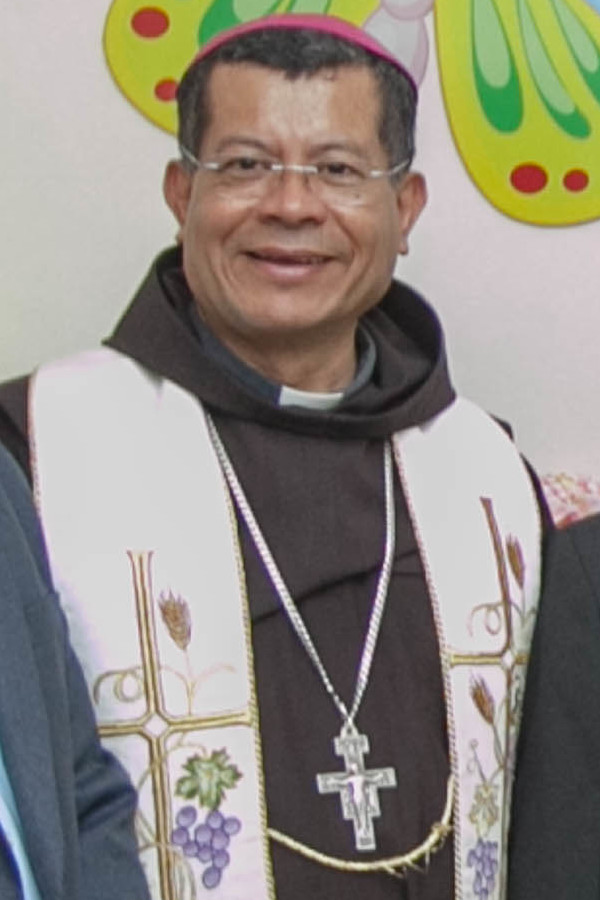
Hulpbisschop José Elías Rauda Gutiérrez (2008-2009)